# Институт человеческого развития Общества Макса Планка
Институт человеческого развития Общества Макса Планка (англ. Max Planck Institute for Human Development, MPIB) — исследовательский институт Общества Макса Планка. Институт расположен на юго-западе Берлина в районе Вильмерсдорф, непосредственно на северной границе с районом Далем и поэтому также считается научным центром Далема.

## Исследования
Предметом фундаментальных исследований института является развитие человека и образование. Термин «образование» институтом определяется широко и включает формальные образовательные траектории, а также процессы развития от младенчества до старости. Международное мониторинговое исследование качества школьного математического и естественнонаучного образования и Международная программа по оценке образовательных достижений учащихся считаются наиболее известными исследовательскими проектами института, результаты которых привлекли большое внимание средств массовой информации и политиков.

## История
Институт восходит к инициативе Хельмута Беккера, который представил свой меморандум «План создания Института образовательных исследований» Обществу Макса Планка в 1961 году. 
В ноябре 1962 года Сенат Берлина решил основать институт исследований в области образования при Обществе Макса Планка. В 1963 году Беккер был назначен директором-основателем, и в Обществе Макса Планка был основан Институт исследований в области образования. Свое нынешнее название он получил в 1971 году. Здание института на Ленцеаллее было построено с 1972 по 1974 год по проекту архитекторов Германа Фелинга и Даниэля Гогеля. В 2022 году здание было признано историческим памятником. 

### Директора
Директором-основателем был Хельмут Беккер, вышедший на пенсию в 1981 году. В 1964 году Фридрих Эддинг (почетный 1977 год), Дитрих Гольдшмидт (почётный в 1982 году) и Сол Б. Робинсон († 1972 г.) были назначены директорами в первом поколении. Вторым поколением директоров был Питер М. Рёдер (почетный с 1995 г.) в 1973 г., а с 1973 г. - первоначально в качестве члена правления — Вольфганг Эдельштейн (почетный с 1997 г.) в 1981 г. За ним последовали Пол Б. Балтес в 1980 году, Карл Ульрих Майер в 1983 году, Юрген Баумерт (почетный с 2010 г.) в 1996 г. и Герд Гигеренцер (почетный с 2017 г.) в 1997 г. в качестве третьего поколения директоров. Ульман Линденбергер был назначен директором в 2004 году, Уте Фреверт — в 2007 году, Ральф Хертвиг — в 2012 году и Ияд Рахван — в 2019 году.

## Структура
Институт принадлежит Секции гуманитарных, социальных и гуманитарных наук Общества Макса Планка. Около 350 сотрудников института работают на междисциплинарной основе в четырех областях исследований, в группе Лизы Мейтнер и в трех исследовательских группах.
Области исследований
- Адаптивная рациональность (директор: Ральф Хертвиг)[7]
- Психология развития (директор: Ульман Линденбергер)[8]
- История эмоций (директор: Уте Фреверт)[9]
- Человек и машина (директор: Ияд Рахван)

Группа Лизы Мейтнер
- Экологическая неврология (руководитель: Симона Кюн)[10]

Исследовательские группы
- iSearch | Поиск информации, экологическое и активное обучение с детьми (руководитель: Аззурра Руджери)
- Нейронные основы обучения и принятия решений (руководитель: Николас Шук)
- Натуралистическое социальное познание: перспективы развития и эволюции (руководитель: Энни Э. Вертц)

Центры
- В Хардинг-центре грамотности в вопросах риска, открывшемся в 2009 году, основное внимание уделяется видению ответственного гражданина, осознанно справляющегося с рисками современного технологического мира. Директором является Герд Гигеренцер[11].
- Центр вычислительной психиатрии и исследований старения, основанный в 2014 году, является результатом сотрудничества между Обществом Макса Планка и Университетским колледжем Лондона. Центр исследует причины психических заболеваний и индивидуальных различий в когнитивном развитии. Директорами являются Рэй Долан от Университетского колледжа Лондона и Ульман Линденбергер от Общества Макса Планка[12].